# Nata libera (album)
Nata libera è il primo album a 33 giri di Leano Morelli, edito nel 1977.

## Descrizione
Comprende 10 canzoni, 6 delle quali inedite, mentre le altre 4 sono quelle dei due 45 giri pubblicati un anno prima.
I testi e le musiche sono di Leano Morelli, tranne Nata libera (testo di Leano Morelli e musica di Enzo Crippa) e La voglia di te (testo di Leano Morelli e musica di Daniele Dallaj).
Gli arrangiamenti sono curati da Pinuccio Pirazzoli; le registrazioni sono state effettuate presso lo Studio Johann Sebastian Bach di Milano, ed il tecnico del suono è Nino Iorio, tranne che per le canzoni Un amore diverso, Nata libera, La voglia di te e A meno che..., registrate Studio Phonogram con il tecnico del suono Pino Ciancioso.
L'album è stato ristampato in CD nel 2010 dalla Universal Music (0602527503561).

## Tracce
LATO A
1. Avanti! 3'45"
2. Un amore diverso 4'13"
3. Io ti porterei 4'03"
4. Non lasciarmi senza te 2'57"
5. La nave 4'01"

LATO B
1. Nata libera 4'28"
2. La voglia di te 3'49"
3. A meno che 3'58"
4. C'eri anche tu 3'45"
5. Autostrada 4'23"